# Bund gegen Alkohol und Drogen im Straßenverkehr

Logo

Der Bund gegen Alkohol und Drogen im Straßenverkehr e. V. (B.A.D.S.) ist ein gemeinnütziger Verein mit den Zielen Verkehrserziehung und -aufklärung sowie Forschungsunterstützung im Gebiet der Verkehrssicherheit.

## Tätigkeitsfelder
Der Verein hat sich als oberstes Ziel die Ausschaltung von Alkohol und Drogen im Straßenverkehr gesetzt. Bei seiner Arbeit hat der Verein keine allgemeinen verkehrserzieherischen Problemfelder im Auge, sondern lediglich die Rolle von Alkohol und Drogen. Der B.A.D.S klärt über die Gefahren von Alkohol und Drogen im Straßenverkehr auf, vor allem durch Vorträge und Herausgabe von Druckschriften. Außerdem organisiert er wissenschaftliche Fachtagungen und fördert im Rahmen seiner Möglichkeiten Forschungsprojekte zum Thema. Die Fachzeitschrift Blutalkohol wird vom Verein herausgegeben und kostenlos an rechtsmedizinische Institute, Gerichte und Staatsanwaltschaften abgegeben. Der Verein arbeitet partnerschaftlich mit Behörden und Polizei zusammen.

## Verkehrspolitische Ziele
Der Verein fordert, dass die öffentliche Hand mehr Mittel für die Verkehrssicherheit bereitstellt, die für die Verkehrserziehung und -aufklärung und eine verstärkte Verkehrsüberwachung verwendet werden sollen. Nach Ansicht des Vereins soll Verkehrsrecht in der juristischen Hochschulausbildung stärker berücksichtigt werden. Außerdem fordert der B.A.D.S. die Überschreitung der 0,5-Promille-Grenze für den Alkoholgehalt im Blut beim Steuern von Kraftfahrzeugen zum Straftatbestand zu machen, und nicht wie bislang lediglich als Ordnungswidrigkeit zu verfolgen.

## Finanzierung
Der Verein erhält von den Amtsgerichten deren vereinnahmte Geldstrafen in erheblichem Umfang (jährlich 1,3 Mio. Euro). Außerdem wird der Verein durch Mitgliedsbeiträge und die Herausgabe der Zeitschrift Blutalkohol mit Bundesmitteln unterstützt.

## Geschichte
Lothar Danner initiierte 1950 die Gründung des Vereins unter dem Namen Bund für alkoholfreien Verkehr; ab 1962 hieß der Verein Bund gegen Alkohol im Straßenverkehr; seit 1998 trägt er den jetzigen Namen. Die Zeitschrift Blutalkohol wird seit 1961 herausgegeben; ihr medizinischer Schriftleiter war in den ersten vierzig Jahren Joachim Gerchow. Seit 1975 verleiht der Verein im Jahresrhythmus die Senator-Lothar-Danner-Medaille für Verdienste im Kampf gegen Alkohol und Drogen im Verkehr.

## Kritik am Verein
Der Verein wird maßgeblich von Juristen getragen und erhält von Richtern, die Mitglied des Vereins sind, Bußgelder zugesprochen, im Jahre 1970 laut Spiegel zu 70 %. Vorträge von Richtern und anderen Juristen für den Verein werden von diesen Bußgeldern finanziert. Der Verein war schon 1972 im Rahmen der Hamburger Bußgeldaffäre ins bundesweite Rampenlicht geraten.

## Zusammenarbeit mit anderen Organisationen und Mitgliedschaft in Verbänden
- Institute für Rechtsmedizin entsenden Sachverständige zu Veranstaltungen des Vereins,
- die DEKRA unterstützt Veranstaltungen des Vereins mit aktuellen Informationen,
- der Verein ist Mitglied und vertreten im Vorstand des Deutschen Verkehrssicherheitsrats,
- der Präsident des Vereins ist Mitglied im Beirat der Deutschen Verkehrswacht.

## Präsidenten
- 1950–1960 Lothar Danner
- 1960–1969 August Detlev Sommerkamp, bekannt aus der Fernsehserie Das Fernsehgericht tagt
- 1970–1984 Horst Schneble
- 1985–1999 Hans Hunecke
- 1999–2008 Erwin Grosse
- 2009–2019 Peter Gerhardt
- seit 2019 Helmut Trentmann